# Maxmilian Preisenhammer
Maxmilian Preissenhammer (22. února 1870, Nový Jičín , Rakousko-Uhersko – 6. června 1930, Bad Nauheim, Německo) byl německý politik a podnikatel pocházející z vlivné rodiny z Nového Jičína.

## Život
Byl v rodu třetí svého jména a v pramenech je proto označován jako Maxmilian nejmladší. Jeho otec Maxmilian Preissenhammer (1840-1924) podnikal v textilním průmyslu a toto odvětví na Novojičínsku přivedl k rozkvětu. V Novém Jičíně vlastnil dvě továrny a zaměstnával 150 dělníků, matka Hermine, rozená Schenk, byla dcerou majitele realit. Maxmilian absolvoval reálku v Novém Jičíně, poté studoval vyšší tkalcovskou školu v Cáchách. V roce 1909 se stal společníkem firmy svého strýce s názvem Johann Nepomuk Preissenhammer, v témže roce s bratrem Augustinem Preissenhammerem (1872-1941) založil veřejnou obchodní společnost. Pod jejich vedením rodinné podnikání doznalo dalšího vzestupu, k prosperující továrně bylo přistavěno třetí patro. Jeho tehdejší bydliště bylo na lukrativní adrese v ulici Döppering v centru města (dnešní Tyršova ulice), jeho vysoké společenské postavení dokládá fakt, že zaměstnával dvě pokojské, vychovatelku, služku, řidiče a kuchařku.
Po návratu ze studií do Nového Jičína se aktivně zapojil do veřejného dění, v letech 1900-1919 byl členem městské rady. Svou pozici mezi vysoce postavenými lidmi na Novojičínsku stvrdil také sňatkem s Elisabeth Czeiczner, dcerou majitele továrny na vlněné zboží. Díky manželství se spříznil s rodinou Hückelů, dalším významným podnikatelským rodem z Nového Jičína. Po smrti novojičínského starosty Hugo Fuxe byl v doplňovacích volbách zvolen do Moravského zemského sněmu a poslancem zůstal šest let (1907-1913). Ve sněmu zastupoval Německou radikální stranu a stal se členem sociálně-politického výboru. V širším politickém dění se angažoval minimálně a kvůli pracovnímu vytížení v Novém Jičíně odmítl kandidovat v dalších volbách. Až do konce monarchie zůstal činný v komunální politice v Novém Jičíně, kde se aktivně účastnil spolkové činnosti. Těmto aktivitám se věnovala i jeho manželka Elisabeth. Za svou činnost ve spolcích získal čestné občanství ve městě Přívoz (dnes součást Ostravy).
Zemřel v lázních Bad Nauheim poblíž Frankfurtu nad Mohanem 6. června 1930 ve věku šedesáti let.